# Варалићи
Варалићи су насељено мјесто у Босни и Херцеговини у Општини Какањ које административно припада Федерацији Босне и Херцеговине. Према попису становништва из 1991. у насељу је живјело 612 становника.

## Становништво
| Националност       | 1991.        | 1981.        | 1971.        |
| Муслимани          | 609 (99,50%) | 519 (99,80%) | 383 (98,45%) |
| Хрвати             | 0            | 0            | 0            |
| Срби               | 0            | 0            | 3 (0,77%)    |
| Југословени        | 1 (0,16%)    | 1 (0,19%)    | 0            |
| остали и непознато | 2 (0,32%)    | 0            | 3 (0,77%)    |
| Укупно             | 612          | 520          | 389          |